# Hertogdom Brunswijk-Lüneburg
Het hertogdom Brunswijk-Lüneburg (Duits: Herzogtum Braunschweig-Lüneburg) was een wereldlijke landsheerlijkheid in het noorden van het Heilige Roomse Rijk. De hertogen behoorden tot de rijksvorstenstand, een selectie groep heersers in het Heilige Roomse Rijk die hun lenen direct van de keizer ontvingen en vorstelijke rechten bezaten.
Brunswijk-Lüneburg ontstond uit de persoonlijke bezittingen van de Welfen-dynastie in het voormalige hertogdom Saksen met als centra de kastelen in Brunswijk en Lüneburg.

## Het hertogdom in bredere zin

hertogdom Brunswijk-Lüneburg (oranje) in 1235

Otto het Kind, een kleinzoon van Hendrik de Leeuw werd in 1235 door de keizer beleend als hertog van Brunswijk en Lüneburg. Het gebied werd in de volgende eeuwen meermalen gedeeld in verschillende vorstendommen:Brunswijk-Wolfenbüttel, Grubenhagen, Lüneburg, Göttingen maar alle takken bleven de titel voeren van hertog van Brunswijk en Lüneburg. In de geschiedschrijving komen vaak andere namen voor om de verschillende leden van het geslacht aan te duiden, maar dat zijn niet de door de hertogen gevoerde titels.
Toen hertog Ernst August uit de tak Brunswijk-Calenberg op 19 december 1692 de keurvorstelijke waardigheid kreeg, werd hij dan ook keurvorst van Brunswijk en Lüneburg. In de praktijk werden de keurvorsten naar hun hoofdstad genoemd: keurvorst van Hannover.
De verschillende deelvorstendommen bleven bestaan tot het einde van het Heilige Roomse Rijk in 1806.
Na het Congres van Wenen waren er twee staten die als opvolger van het oude hertogdom beschouwd kunnen worden:
het koninkrijk Hannover en het hertogdom Brunswijk.

## De deelhertogdommen
Het totale hertogdom is verschillende malen verdeeld onder de leden van de hertogelijke familie. De eerste deling vond plaats in 1267 tussen de twee zoons van de in 1252 overleden hertog Otto I.
- Albrecht I kreeg Brunswijk (linie Oud-Brunswijk)
- Johan I kreeg Lüneburg (linie Oud-Otto het Kind). (uitgestorven in 1369)

### Brunswijk-Lüneburg van 1267 tot 1388
De laatste hertog van linie Lüneburg was Willem, die in 1369 overleed. Zijn dochter Elizabeth was gehuwd met hertog Otto van Saksen, zoon van Rudolf I van Saksen uit het Askanische huis. Na de dood van Willem brak de Lüneburger successieoorlog uit tussen de dynastie van Brunswijk-Lüneburg en de Askaniërs. Omdat de burcht Lüneburg tijdens deze oorlog werd verwoest, werd de residentie in 1378 verplaatst naar Celle.
Albrecht van Saksen, de zoon van Elizabeth en Otto wist zich meester te maken van de erfenis. Na zijn dood in 1385 werd hij in Lüneburg opgevolgd door zijn oom Wenzel van Saksen. Wenzels dochter Margaretha was gehuwd met hertog Bernhard I van Brunswijk-Wolfenbüttel, zodat Lüneburg na de dood van Wenzel in 1388 weer aan het huis Brunswijk terugkwam.

### Brunswijk-Lüneburg van 1388 tot 1634
Bernhard  en zijn broer Hendrik II bestuurden samen Lüneburg en vanaf 1400, na de dood van hun oudste broer, ook het vorstendom Brunswijk-Wolfenbüttel. In 1409 verdelend de twee broers het rijk weer in twee takken:
- Hendrik II kreeg Brunswijk (linie Middel-Brunswijk) (uitgestorven in 1634).
- Bernhard I kreeg Lüneburg (linie Middel-Lüneburg).

Na de dood van hertog Hendrik in 1523 regeerden zijn drie zoons eerst gemeenschappelijk, maar in 1527 en 1539 werd het gebied verdeeld:
- Otto I kreeg Harburg (uitgestorven in 1642)
- Ernst kreeg Lüneburg
- Frans kreeg Gifhorn (uitgestorven na zijn dood in 1549)

De zoon van Ernst, hertog Frans Otto van Brunswijk-Lüneburg (geboren in 1530) werd na zijn dood in 1559 opgevolgd door zijn broer Willem (geboren in 1535). 
Een derde broer, Hendrik (geboren in 1533) werd gepasseerd omdat hij volgens afspraak ongehuwd zou blijven. Toen hij toch in het huwelijk trad, kreeg hij het ambt Dannenberg. 
Na het uitsterven van Brunswijk-Wolfenbüttel in 1634  met de dood van Frederik Ulrich van Brunswijk-Wolfenbüttel (Middel-linie Brunswijk) kreeg de linie te Dannenberg, August van Brunswijk-Wolfenbüttel, een deel van het gebied van Brunswijk-Wolfenbüttel. 
Het ambt Dannenberg zelf werd in 1671 weer herenigd met Brunswijk-Lüneburg.

### Brunswijk-Lüneburg van 1634 tot 1705

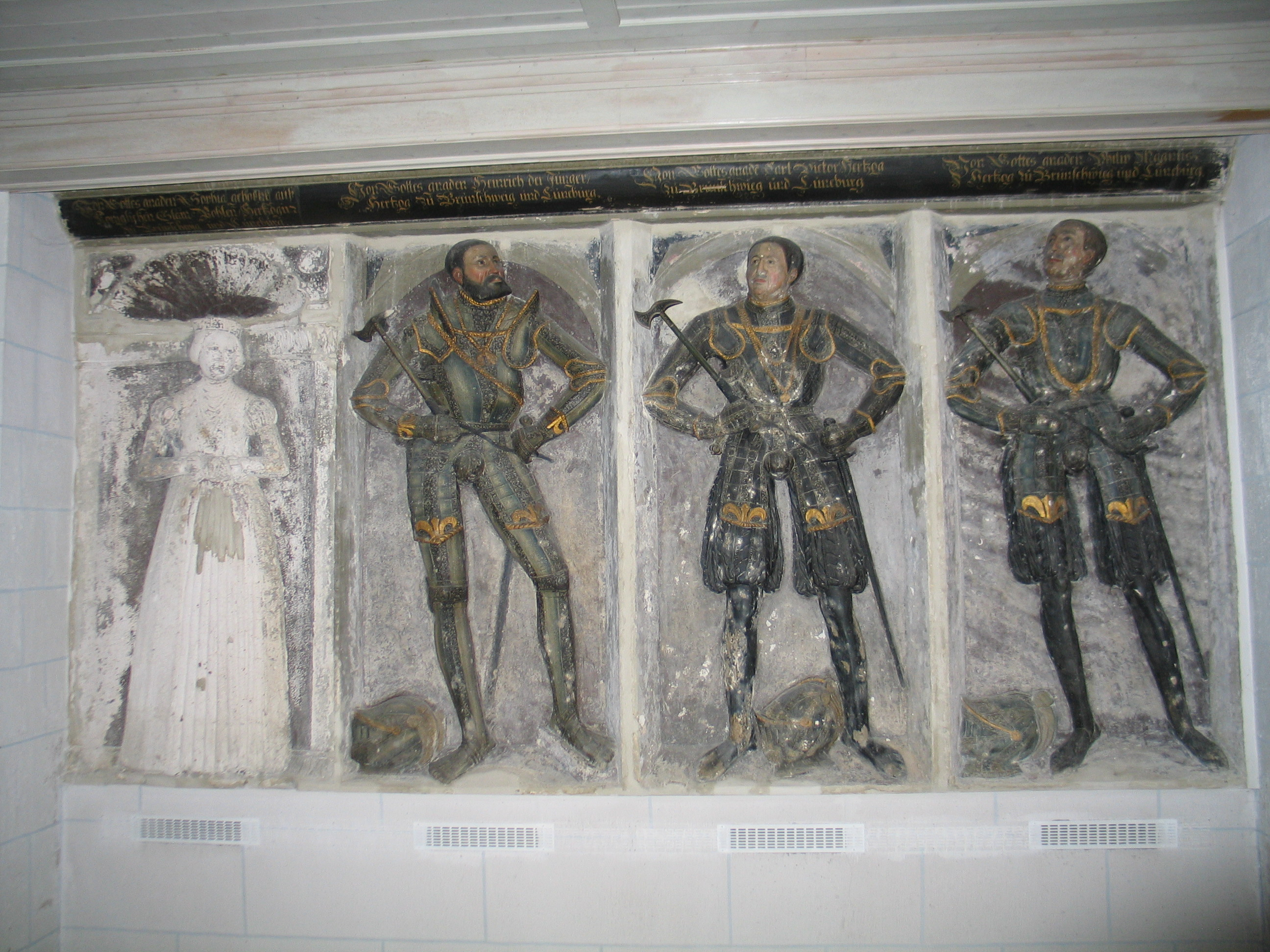
Vier grafstenen in de Marienkirche

De zonen van de in 1546 overleden hertog Ernst van Brunswijk-Lüneburg waren de stichter van de twee nieuwe hoofdtakken:
- Hendrik kreeg in 1569 Dannenberg, zijn zoon August erfde in 1635 Brunswijk-Wolfenbüttel (linie Nieuw-Brunswijk)
- Willem kreeg in 1559 Lüneburg (linie Nieuw-Lüneburg)

De hertogen van Brunswijk-Lüneburg wisten hun gebied sterk te vergroten. In 1582 werd het halve graafschap Hoya verworven en in 1585 het graafschap Diepholz. In 1617 werd na een rechterlijke uitspraak het vorstendom Grubenhagen in bezit genomen. Dit vorstendom was in 1569 in eerste instantie door Brunswijk-Wolfenbüttel in geërfd. Na het uitsterven van Brunswijk-Wolfenbüttel in 1634 kwamen de vorstendommen Calenberg en Göttingen daarbij. In Calenberg-Göttingen regeerde meestal een jongere telg van de familie. In 1643 werd Harburg en in 1671 werd Dannenberg met het vorstendom herenigd. In 1689 werd het hertogdom Saksen-Lauenburg verworven.
Na de dood van Georg Willem in 1705 kwamen de bezittingen aan Georg Lodewijk van Brunswijk-Calenberg, die sinds 1692 keurvorst van Hannover was.

## Hertogen van Brunswijk-Lüneburg van 1388 tot 1698
- Bernhard I van Brunswijk-Lüneburg kreeg Lüneburg (linie Middel-Lüneburg). Hij werd opgevolgd door
- Frederik II van Brunswijk-Lüneburg, zoon
- Bernhard II van Brunswijk-Lüneburg, zoon
- Otto II van Brunswijk-Lüneburg, zoon
- Hendrik VII van Brunswijk-Lüneburg, zoon
- Ernst I van Brunswijk-Lüneburg en Otto III van Brunswijk-Lüneburg, zoon
- Frans Otto van Brunswijk-Lüneburg met zijn twee broers Hendrik X van Brunswijk-Dannenberg en Willem V van Brunswijk-Lüneburg, zonen

## Regenten
| regering  | naam                                       | geboren    | overleden  | familie |
| --------- | ------------------------------------------ | ---------- | ---------- | --- |
| 1546-1592 | Willem V van Brunswijk-Lüneburg            | 4-7-1535   | 20-8-1595  | zoon van Ernst I |
| 1592-1611 | Ernst II van Brunswijk-Lüneburg            | 31-12-1564 | 2-3-1611   | zoon |
| 1611-1633 | Christiaan van Brunswijk-Lüneburg          | 19-11-1566 | 8-11-1633  | broer |
| 1633-1636 | August van Brunswijk-Lüneburg (1568)       | 18-11-1568 | 1-1-1636   | broer |
| 1636-1648 | Frederik van Brunswijk-Lüneburg            | 28-8-1574  | 10-12-1648 | broer |
| 1648-1665 | Christiaan Lodewijk van Brunswijk-Lüneburg | 25-2-1622  | 15-3-1665  | zoon van George van Brunswijk-Calenberg, kleinzoon van Willem V                                                                                       |
| 1665-1705 | George Willem van Brunswijk-Lüneburg       | 26-1-1624  | 28-8-1705  | broer |
| 1705-1727 | George I van Engeland                      | 7-6-1660   | 22-6-1727  | dochter Sophia Dorothea van Celle trouwt met haar neef, zoon van Ernst August I van Brunswijk-Calenberg, kleinzoon van George van Brunswijk-Calenberg |